# Delphin (Sternbild)
Der Delphin (auch Delfin, lateinisch Delphinus) ist ein Sternbild in der Nähe des Himmelsäquators.

## Beschreibung

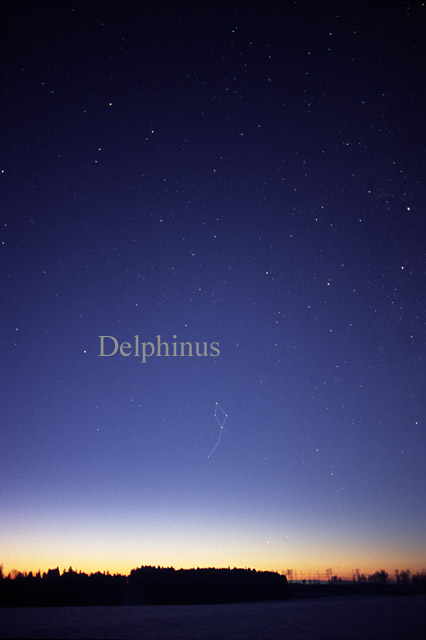
Das Sternbild Delphin in der Dämmerung im Südwesten

Der Delphin steht nordwestlich des hellen Sterns Altair im Adler (Aquila) und kann daher leicht gefunden werden. Er ist ein kleines, aber einprägsames Sommersternbild und kann wegen seiner Lage am Himmelsäquator von der ganzen bewohnten Welt aus gesehen werden. Im Delphin bilden die Sterne Sualocin, Rotanev, Delta und Gamma Delphini eine rautenförmige Konstellation, die im Englischen „Job’s Coffin“ genannt wird.

## Geschichte
Der Delphin gehört zu den klassischen 48 Sternbildern der Antike, die von Ptolemäus erwähnt werden.
Die Namen Sualocin und Rotanev für die hellsten Sterne gehen auf den italienischen Astronomen Niccolò Cacciatore zurück, den Nachfolger von Giuseppe Piazzi an der Sternwarte von Palermo. Liest man die Sternnamen rückwärts, ergibt sich „Nicolaus Venator“ eine lateinische Form von Cacciatores Namen. Er fügte die Namen 1814 in einen Sternkatalog ein und verewigte sich auf diese Weise gleich zweifach am Himmel. Er war bislang der einzige Astronom, dem dieses gelang.

## Mythologie
Zum mythologischen Ursprung existieren zwei Versionen:
Der Meeresgott Poseidon freite die Nereide Amphitrite. Da diese aber ihre Jungfräulichkeit nicht verlieren wollte, flüchtete sie ins Atlasgebirge. Poseidon schickte daraufhin mehrere Späher aus, darunter einen gewissen Delphinos. Der stolperte schließlich über Amphitrite und überredete sie, der Hochzeit zuzustimmen. Aus Dankbarkeit versetzte der Meeresgott das Bildnis eines Delphins an den Himmel.
Die zweite Version handelt von dem griechischen Sänger Arion von Lesbos, der am Hofe von Periander, dem Herrscher von Korinth diente. Auf einer Reise nach Italien und Sizilien kam Arion zu Reichtum. Auf der Heimfahrt von Tarent verschwor sich die Mannschaft seines Schiffes gegen ihn, um den Schatz an sich zu nehmen. Den Tod vor Augen bat Arion um eine letzte Bitte: Er wollte ein Klagelied anstimmen. Die Mannschaft gewährte ihm dies. Doch während Arion sang, sprang er über Bord und wurde von einem Delphin gerettet, der von der Musik betört war. Der Delphin setzte Arion an der Küste Griechenlands ab und verschwand.

## Himmelsobjekte

### Sterne
| B   | F  | Namen o. andere Bezeichnungen | Größe       | Lj     | Spektralklasse |
| --- | -- | ----------------------------- | ----------- | ------ | -------------- |
| β   | 6  | Rotanev                       | 3,63        | 100    | F5 III + F2 IV |
| α   | 9  | Sualocin                      | 3,77        | 250    | B9 IV          |
| γ   | 12 |                               | 3,87        | 125    | K1 IV + F7 V   |
| ε   | 2  | Deneb Dulfim                  | 4,03        | 330    | B6 III         |
| δ   | 11 |                               | 4,42 (var)  | 220    | kA7hF0mF0 IV-V |
| ζ   | 4  |                               | 4,65        | 220    | A3 V           |
| ρ   |    | Rho Aquilae                   | 4,95        | 150    | A2 V           |
| κ   | 7  |                               | 5,05 (var)  | 98     | G2 IV          |
| 400 | 17 |                               | 5,18        | 480    | K0 III         |
| η   | 3  |                               | 5,38 (var)  | 240    | A3 IVs         |
| ι   | 5  |                               | 5,42        | 190    | A1 IV          |
| 400 | 18 |                               | 5,51        | 245    | G6 III         |
| 400 | 16 |                               | 5,54        | 200    | A5 V           |
| 400 | 13 |                               | 5,56        | 430    | A0 V           |
| 400 |    | HR 8044                       | 5,70 (var)  | 520    | M3 III         |
| θ   | 8  |                               | 5,71        | 2.000  | K3 Ib          |
| 400 |    | HR 7774                       | 5,94        | 260    | A5m            |
| 400 |    | HR 7899                       | 5,98        | 1.300  | B3 V           |
| 400 | 15 |                               | 5,99        | 100    | F5 V           |
| 400 | 10 |                               | 6,00 (var)  | 500    | K4 III         |
| 400 | 1  |                               | 6,08        | 750    | A1 III         |
| 400 | 14 |                               | 6,32        | 500    | A1 Vs          |
| 400 |    | HD 196885                     | 6,39        | 109    | F8 IV: + M1 V  |
| 400 |    | HD 195019                     | 6,97        | 123    | G1 V + K3:     |
| 400 |    | WASP-2                        | 11,98 (var) | 470    | K1 V + M       |
| 400 |    | HR (Nova Delphini 1967)       | 12,4 (var)  | 3.000  |                |
| 400 |    | V1339 (Nova Delphini 2013)    | 16,9 (var)  | 14.000 |                |

### Doppelsterne
| System   | Größen (mag) | Abstand |
| -------- | ------------ | ------- |
| α        | 3,9 / 6,4    | 0,2″    |
| β        | 4,0 / 4,9    | 0,3″    |
| γ        | 4,3 / 5,1    | 9,0″    |
| 1        | 6,2 / 8,0    | 0,9″    |
| 13       | 5,6 / 8,6    | 1,5″    |
| 16       | 5,6 / 11,8   | 34,4″   |
| 18       | 5,6 / 9,9    | 197,5″  |
| NGC 6933 | 10,6 / 11,6  | 29,3″   |

Sualocin (α Delphini) ist ein Doppelsternsystem in etwa 250 Lichtjahren Entfernung. Die Einzelsterne umkreisen einander einmal in 17 Jahren. Mit einem Winkelabstand von nur 0,2″ können sie von Amateurastronomen nicht getrennt werden.
Das Sternsystem Rotanev (Beta Delphini) besitzt eine Umlaufperiode von 26,7 Jahren und besteht aus einem Riesenstern mit 1,75 Sonnenmassen und einem Unterriesen mit 1,5 Sonnenmassen. Die Sterne sind 4,0 mag und 4,9 mag hell und liegen zurzeit 0,3″ auseinander. Für eine Trennung mit einem Amateurteleskop ist der Abstand somit zu gering. Den maximalen gegenseitigen Winkelabstand werden sie um das Jahr 2030 mit 0,6″ erreichen. Rotanev liegt 100 Lichtjahre von der Sonne entfernt.
γ Delphini gilt wegen seines Farbkontrasts als schönster Doppelstern im Delphin. Neben dem 4,3 mag  hellen, gelblich-orange leuchtenden Hauptstern γ2  Delphini (Spektraltyp K1 IV) befindet sich in 9,0″ Distanz sein 5,1 mag  heller, weißer Begleiter γ1  Delphini (Spektraltyp F7 V). Die Umlaufzeit beträgt ungefähr 3.250 Jahre. Schon ein kleines Fernrohr mit 5 cm Öffnung trennt diesen Doppelstern ab 30- bis 40-facher Vergrößerung. γ Delphini liegt 125 Lichtjahre von uns entfernt.
Ein weit auseinander stehender, allerdings nur optischer Doppelstern ist 18 Delphini. Dieser besitzt einen Planeten, nämlich 18 Delphini b.
Spektroskopische Doppelsterne im Delphin sind (in Klammer die Periode): δ Delphini (40,58 Tage), ι Delphini (11,04 Tage) und 14 Delphini (10,88 Tage).
Zu NGC 6933 siehe Abschnitt NGC-Objekte.

### Veränderliche Sterne
| Stern | Größe (mag)  | Periode     | Typ           |
| ----- | ------------ | ----------- | ------------- |
| δ     | 4,4 bis 4,5  | 0,1568 Tage | δ-Scuti-Stern |
| R     | 7,6 bis 13,8 | 285,5 Tage  | Mirastern     |

R Delphini ist ein veränderlicher Stern vom Typ Mira, der seine Helligkeit während eines Zeitraumes von 285,5 Tagen stark verändert.
In den letzten Jahrzehnten leuchteten im Delphin zwei Novae auf, die mit freiem Auge zu sehen waren: Die Nova Delphini 1967 (HR Delphini) im Dezember 1967 und die Nova Delphini 2013 (V339 Delphini) im August 2013.

### NGC-Objekte
| NGC  | sonstige | data-sort-type="number"\|Größe | Typ                   | Name             |
| ---- | -------- | ------------------------------ | --------------------- | ---------------- |
| 6891 |          | 10,5                           | planetarischer Nebel  |                  |
| 6905 |          | 10,9                           | planetarischer Nebel  | Blue-Flash-Nebel |
| 6933 |          | 10,2                           | optischer Doppelstern |                  |
| 6934 |          | 8,9                            | Kugelsternhaufen      |                  |
| 7006 |          | 10,6                           | Kugelsternhaufen      |                  |

NGC 6905 ist ein 10,9 mag heller planetarischer Nebel. Er besitzt den Spitznamen Blue-Flash-Nebel, da er auf Fotografien bläulich-türkis erscheint. Seine Entfernung ist nur grob bekannt und wird auf 7000 Lichtjahre geschätzt.
Das hellste Deep-Sky-Objekt im Delphin ist der Kugelsternhaufen NGC 6934. Dieser liegt etwa 50.000 Lichtjahre entfernt und besitzt eine scheinbare Helligkeit von 8,9 mag. Er ist mit einem Teleskop oder Fernrohr ab 7 cm Öffnung als nebeliger Fleck sichtbar. Einzelsterne am Randbereich sind ab 25 cm Öffnung erkennbar.
NGC 6933 ist ein lichtschwacher optischer Doppelstern, dessen Komponenten 10,6 mag und 11,6 mag hell sind und einen Winkelabstand von 29,3″ aufweisen. Da der Entdecker Herman Schultz fälschlicherweise einen schwachen Nebel um diesen Doppelstern zu erkennen glaubte, wurde er in den New General Catalogue aufgenommen.
NGC 7006 ist mit 135.000 Lichtjahren Entfernung einer der sonnenfernsten Kugelsternhaufen der Milchstraße. Um ihn zu beobachten, benötigt man ein mittleres Teleskop ab 15 cm Öffnung.